# Йонгенел, Джеймс
Джеймс Корнелиус Йонгенел (англ. James Cornelius Jongeneel, 30 мая 1922, Бейтензорг, Нидерландская Ост-Индия — 12 января 2010, Брюстер, Нью-Йорк, США) — американский хоккеист (хоккей на траве), нападающий.

## Биография
Джеймс Корнелиус Йонгенел родился 30 мая 1922 года в городе Бейтензорг в Нидерландской Ост-Индии (ныне — Богор, административный центр индонезийской провинции Западная Ява).
Вырос в Нидерландах. Окончил научную школу колониального сельского хозяйства в Девентере.
В июне 1952 года принял гражданство США. Руководил предприятием. Параллельно играл в хоккей на траве за «Уэстчестер».
В 1956 году вошёл в состав сборной США по хоккею на траве на Олимпийских играх в Мельбурне, занявшей 12-е место. Играл на позиции нападающего, провёл 3 матча, забил 1 мяч в ворота сборной Афганистана.
Умер 12 января 2010 года в американской деревне Брюстер.